# ころ (麺類)

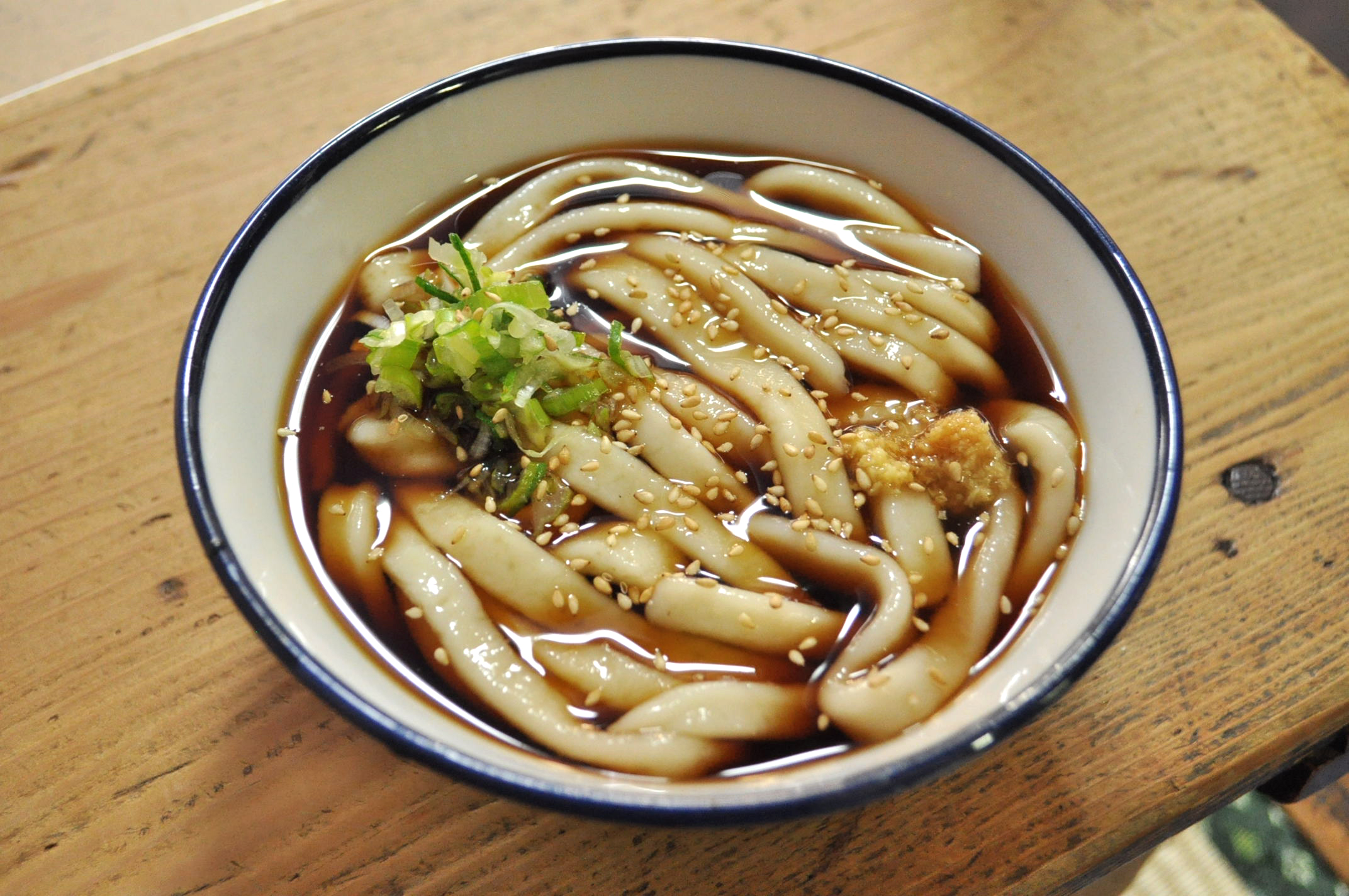
信濃屋のころかけ

ころは、うどん、きしめん又はそばに冷たい汁をかけた料理。主に中京圏で食べられる。「香露」と表記する場合もある。
ころうどん、きしころなど、麺を区別するために名前に「ころ」を付けて呼ぶ場合と単に「ころ」と呼ぶ場合とがある。
メ～テレ・サガミの共同調査（2018年）では、静岡県磐田市以東、三重県伊賀市以西で”ころ”が通じなくなることが判明している。

## 概要
茹でたうどんやきしめんに、冷えた出汁の効いたつゆをかけ、薬味を添えたもの。元々はシンプルなものだが、天ぷらなどの具材を載せた「天ころ」を提供する店もある。
なお、素麺や冷や麦など、もともと冷たい麺類には用いない。
ぶっかけうどんに似ているが、ころうどんのつゆは量が多い。

## 発祥
現在は岐阜県多治見市にある信濃屋の初代店主が戦前、名古屋市中区にあったうどん屋を任されていた際、当時まかないとして食べられていた冷たいうどんを「香露かけ」と名付けて客に提供したことが「ころ」の名称の由来であるといわれている。当時すでに好評を得ていた「香露かけ」であるが、空襲で店が焼失してしまい、戦後になって疎開先の多治見で店を再開した。多治見に移転後、もの珍しくて名古屋から食べにきた客が評判を広めることで、名古屋で定着し、その過程で「香露かけ」が「ころ」と呼ばれるようになったとされる。
しかしのちの2代目店主の証言では、初代店主は店を引き継いでしばらくしてから考案したものの、当初名古屋で提供していた際には温かいうどんが主流であまり受け入れられていなかったという。多治見に移転後に口コミで評判が広まり、その客が名古屋の店にも作ってもらうよう要望したことで、提供する店が増えたのではないか、としている。
一方、名古屋市のうどん店「角千本店」の店主が2013年にマイナビニュースの取材に答えたところによると、「ころ」は戦後の市場のうどん屋で玉売りのうどんにつゆをかけて売ったのが始まりと述べており、名前の由来についても「島田盛り」と呼ばれる盛り付けがコロッとしているからではないか、という異説を唱えている。